# Resolution 1933 des UN-Sicherheitsrates
Die Resolution 1933 des UN-Sicherheitsrates ist eine Resolution, die der Sicherheitsrat der Vereinten Nationen auf seiner 6350. Sitzung am 30. Juni 2010 einstimmig beschloss. Sie beschäftigte sich mit der Situation in der Elfenbeinküste, verlängerte das Mandat der Opération des Nations Unies en Côte d’Ivoire (ONUCI) und weitete dessen Befugnisse aus.

## Hintergrund
Vor den Präsidentschaftswahlen 2010, deren erste Runde am 31. Oktober 2010 geplant war, stellte sich die Situation in der Elfenbeinküste gespannt dar. Die Wahl war ursprünglich für 2005 vorgesehen, wurde seitdem aber mehrfach verschoben.
Im Land bestand eine faktische Teilung. Die Rebellen der Forces Nouvelles de Côte d’Ivoire (FN) hielten den Nordteil und Regierungstruppen beherrschten den Südteil der Elfenbeinküste. Die Teilung des Landes war das Ergebnis des zwischen 2002 und 2007 herrschenden Bürgerkrieges in der Elfenbeinküste, zu dessen Vorgeschichte wiederum der Ausschluss von Kandidaten und Wählern mit Migrationshintergrund aus den nördlichen Nachbarstaaten der Elfenbeinküste u. a. bei den Präsidentschaftswahlen in der Elfenbeinküste 1995 und 2000 gehört.
Die ONUCI bestand seit 4. April 2004  war berechtigt zum Schutz der Zivilbevölkerung von der Waffe Gebrauch zu machen. Sie hatte ein Mandat zur Unterbindung der Feindseligkeiten und der Bewegung bewaffneter Verbände im Land. Danach folgten Entwaffnung, Demobilisierung und Reintegrierung der Kämpfer, die Vernichtung aller Waffen sowie die Repatriierung und Wiederansiedlung der Zivilbevölkerung. Außerdem gehörte die Unterstützung durch humanitäre Hilfe, die Reorganisation staatlicher Verwaltung, die Organisation offener, freier, fairer und transparenter Wahlen, die Aufrechterhaltung der öffentlichen Ordnung, die Einhaltung der Menschenrechte und die Zugänglichmachung von öffentlichen Informationen zu ihren Aufgaben.

## Inhalt
Der Sicherheitsrat bezog sich auf die früheren Resolutionen 1924 (27. Mai 2010), 1911 (28. Januar 2010), 1893 (27. Mai 2010) und die Aussagen seines Präsidenten zur Situation an der Elfenbeinküste. Außerdem bezog er sich auf die Resolution 1885 (15. September 2009) zur Situation in Liberia.
Der Sicherheitsrat erinnerte an den Vertrag von Ouagadougou der am 4. März 2007 Laurent Gbagbo und Guillaume Soro unterzeichnet wurde und an die Beschlüsse der Resolution 1721 zur Wahl des Staatsoberhauptes. Außerdem bedankte er sich bei Blaise Compaoré für seine damaligen Vermittlungstätigkeiten.
Der Sicherheitsrat betonte seine friedenssichernde Aufgabe und die Verpflichtung der beteiligten Parteien ihre Zusagen einzuhalten und verurteilte jeden Versuch den Friedensprozess zu stören. Er verwies auf den Berichts des Generalsekretärs (damals Ban Ki-moon) vom 20. Mai 2010.
Aus der Elfenbeinküste seien immer noch Berichte zu Menschenrechtsverletzungen und Verstößen gegen das humanitäre Recht gegenüber Zivilpersonen, einschließlich zahlreicher straflos gebliebener sexueller Gewalthandlungen zu vernehmen gewesen. In dem Zusammenhang wurde explizit auf die Resolution 1325 (31. Oktober 2000; Frauen und Frieden und Sicherheit), die Resolution 1820 (19. Juni 2008; Frauen und Frieden und Sicherheit), Resolution 1888 (30. September 2009; Frauen und Frieden und Sicherheit), Resolution 1889 (5. Oktober 2009; Frauen und Frieden und Sicherheit), Resolution 1612 (26. Juli 2005; Kinder und bewaffnete Konflikte), Resolution 1882 (4. August 2009; Kinder und bewaffnete Konflikte), Resolution 1674 (28. April 2006;Schutz von Zivilpersonen in bewaffneten Konflikten) und die Resolution 1894 (11. November 2009; Schutz von Zivilpersonen in bewaffneten Konflikten) verwiesen.
Die Sicherheitsratsmitglieder stellten fest, dass die Situation in der Elfenbeinküste immer noch „eine Bedrohung des Weltfriedens und der internationalen Sicherheit in der Region darstellte“ und der Sicherheitsrat nach dem Kapitel VII der Charta der Vereinten Nationen tätig werden musste.
Er erinnerte daran, dass die letzten Präsidentschaftswahlen im Jahr 2000 stattfanden und der Zeitplan für die eine neuerliche Wahl fehlte. Er fordert die Verantwortlichen auf, das endgültige Wählerverzeichnis und einen offiziellen Termin bekanntzugeben um offene, freie, faire und transparente Wahlen zu ermöglichen. Außerdem musste das endgültige Wahlverzeichnis und generell jede Phase der Wahl vom Sonderbeauftragten des Generalsekretärs (Damals Choi Young-jin) beglaubigt werden. Zusätzlich betonte er die Wichtigkeit einer Beteiligung der Zivilgesellschaft und den freien Zugang zu Medien und wies die politischen Parteien auf ihre Zusagen in dem unter Schirmherrschaft des Generalsekretärs unterzeichneten Verhaltenskodex hin.
Der Sicherheitsrat äußerte seine Besorgnis zu der schleppenden Unterstützung des Centre de Commandement des Opérations de Sécurité (CECOS).
Er forderte die Internationale Gemeinschaft auf der Elfenbeinküste Wahlbeobachtungskapazitäten und damit zusammenhängende technische Hilfe bereitzustellen.
Der Sicherheitsrat forderte die Ivorer auf jeden Aufruf zu Hass, Intoleranz und Gewalt zu unterlassen und wies auf die Möglichkeit von zielgerichteten Sanktionen hin, wie sie in der Resolution 1893 beschrieben sind.
Es wurde abermals auf die Menschenrechtsverletzungen und auf die Bedeutung des Wiedervereinigungs- und Entwaffnungsprozesses wie auf die freiwillige Rückkehr, die Wiederansiedlung, die Wiedereingliederung und die Sicherheit der Vertriebenen, hingewiesen.
Der Sicherheitsrat ersuchte den Generalsekretär ihn weiterhin zu informieren und die erforderlichen Maßnahmen zu ergreifen. Er soll auch das eigene Personal überprüfen.
Die Ermächtigung der französischen Truppen (siehe Opération Licorne) die ONUCI zu unterstützen wurde bis zum 31. Dezember 2010 verlängert.
Schließlich betonte er abermals die Wichtigkeit der Waffenkontrolle und der Berichte des Generalsekretärs. Der Generalsekretär sollte bis 22. Oktober 2010 einen Halbzeitbericht und spätestens am 30. November 2010 einen umfassenden Bericht über die Situation vor Ort abliefern.
Der Sicherheitsrat betonte weiter aktiv zu bleiben und bis zum 31. Dezember 2010 die Fortschritte der Umsetzung der Schlüsseletappen des Friedensprozesses, des Stands der Wahlen und des von den ivorischen Parteien unter Beweis gestellten politischen Willens das Mandat, die Struktur und die Personalstärke der Operation der Vereinten Nationen in Côte d’Ivoire, die Ermächtigung der sie unterstützenden französischen Truppe zu überprüfen und alle Optionen zu erwägen.

### ONUCI
Der Sicherheitsrat verlängerte das Mandat der ONUCI bis zum 31. Dezember 2010.
Er erweiterte den Aufgabenbereich der ONUCI auf Folgendes:
- Beitrag zur Festigung der Stabilität des Landes
  - Überwachung der bewaffneten Gruppen
    - Jede feindselige Handlung sollte verhindert und untersucht werden.
    - Die CECOS sollte durch technische Beratung, Ausbildung, logistische und personelle Hilfe unterstützt werden.
    - Die Verbindung zu den Einheiten der Forces Nouvelles de Côte d’Ivoire (FN) und der Forces de défense et de sécurité (FDS) sollte gehalten werden.
    - Zusammen mit der United Nations Mission in Liberia sollten die Grenzen überwacht werden.
    - Für politische Schlüsselpersonen sollte die Sicherheit gewährleistet werden.

  - Schutz von Zivilpersonen
    - Zivilpersonen (im Besonderen in gefährdeten Gebieten) sollten aktiv geschützt werden.
    - Die Zusammenarbeit mit humanitären Hilfsorganisationen sollte intensiviert werden.

  - Überwachung des Waffenembargos
    - Die Vereinbarungen in  Resolution 1584 (1. Februar 2005) und Resolution 1572 (15. November 2004) sollten überwacht werden.
    - Mögliche illegale Waffen sollten eingesammelt und entsorgt werden.

  - Öffentlichkeitsarbeit
    - Die Öffentlichkeit sollte über den Radiosender ONUCI FM über die Vereinbarungen von Ouagadougou informiert werden.
    - Die politischen Parteien sollten dazu bewegt werden den Verhaltenskodex einzuhalten.
    - Alle Personen die zu Hass, Intoleranz und Gewalt auffordern sollten verfolgt und an den Sicherheitsrat gemeldet werden.

  - Hilfe auf dem Gebiet der Menschenrechte
    - Die Einhaltung der Menschenrechte sollte, besonders im Bezug auf Resolution 1621 und Resolution 1882, überwacht und bei Nichtbeachtung dem Rat gemeldet werden.

  - Unterstützung der humanitären Hilfe
    - Die ONUCI sollte die Sicherheit von Frauen, Kindern, älteren Menschen, Menschen mit Behinderungen und Vertriebenen gewährleisten.
- Beitrag zum Wahlprozess und zur Identifizierung der Bevölkerung
  - Unterstützung für die Veranstaltung offener, freier, fairer und transparenter Wahlen
    - Die ONUCI sollte technische und logistische Unterstützung für die Unabhängige Wahlkommission bereitstellen.
    - Die Ausarbeitung eines Sicherheitsplanes für die Wahl sollte unterstützt werden.
    - Die Koordinierung der internationalen Beobachter sollte unterstützt werden.
    - Der Sonderbeauftragte des Generalsekretärs sollte unterstützt werden.
    - Der Verhaltenskodexes sollte in Bezug auf die Wahlen überwacht und der Ausschuss nach Resolution 1572 unterrichtet werden.
    - Der Sicherheitsrat sollte über jede Bedrohung des Wahlprozesses informiert werden.

  - Maßnahmen zur Identifizierung der Bevölkerung
    - Das Landesteam der Vereinten Nationen sollte bei der Erfassung der Bevölkerung unterstützt werden.
- Beitrag zu den weiteren verbleibenden Aufgaben im Friedensprozess
  - Entwaffnung, Demobilisierung, Lagerung von Waffen und Wiedereingliederung von ehemaligen Kombattanten der beiden Parteien und von Milizionären
    - Dem CECOS sollte bei der Entwaffnung und Demobilisierung von Milizen, Bürgerkriegsparteien und FN geholfen werden.
    - Der Aufbau einer Nationalarmee sollte unterstützt werden
    - Die Geber von Initiativen zur Demobilisierung sollten unterstützt werden.

  - Unterstützung der Wiedereinsetzung der ivorischen Staatsverwaltung und des Justizsystems im ganzen Land
    - Es sollten bessere Sicherheitsbedingungen geschaffen werden
    - Die Regierung der Elfenbeinküste sollte unterstützt werden die Autorität des Justizsystems und Rechtsstaatlichkeit wiederherzustellen.

  - Reform des Sicherheitssektors
    - Die Regierung der Elfenbeinküste sollte beim Aufbau einer Nationalarmee unterstützt werden.
    - Der Ausbau von Polizei und Gendarmerie sollte gefördert werden.
- Sonstige Aufgaben
  - Moderation
    - Der Moderator und sein Sonderbeauftragter in Abidjan sollte unterstützt werden.

  - Schutz des Personals der Vereinten Nationen
    - Die ONUCI war für die Sicherheit und Bewegungsfreiheit des Personals der Vereinten Nationen zuständig.

Um die Aufgaben auch wahrnehmen zu können ermächtigte der Sicherheitsrat die ONUCI „alle erforderlichen Mittel einzusetzen“ und forderte alle Parteien auf, sie zu unterstützen.
Der Sicherheitsrat legte die Truppenstärke auf 7392 Mann und die Gesamtstärke auf 8650 fest und erwog weitere 500 zusätzliche Kräfte zu genehmigen. Außerdem begrüßte er die Umstrukturierung der ONUCI. Die Erhöhung der Personalstärke genehmigte der Sicherheitsrat etwa drei Monate später, am 29. September 2010 in der Resolution 1942.